# (6265) 1985 TW3
(6265) 1985 TW3 es un asteroide perteneciente al cinturón de asteroides, región del sistema solar que se encuentra entre las órbitas de Marte y Júpiter, descubierto el 11 de octubre de 1985 por T. F. Fric y el también astrónomo Richard J. Gilbrech desde el Observatorio del Monte Palomar, Estados Unidos.

## Designación y nombre
Designado provisionalmente como 1985 TW3. 

## Características orbitales
1985 TW3 está situado a una distancia media del Sol de 2,166 ua, pudiendo alejarse hasta 2,584 ua y acercarse hasta 1,748 ua. Su excentricidad es 0,192 y la inclinación orbital 4,113 grados. Emplea 1164,59 días en completar una órbita alrededor del Sol.

## Características físicas
La magnitud absoluta de 1985 TW3 es 13,6. Tiene 4,954 km de diámetro y su albedo se estima en 0,285. 